# Helen Grobert
Helen Grobert (Filderstadt, 11 de abril de 1992) es una exdeportista alemana que compitió en ciclismo de montaña en la disciplina de campo a través. Ganó dos medallas en el Campeonato Europeo de Ciclismo de Montaña, oro en 2015 y plata en 2014.
El 13 de junio de 2018 anunció en un post de Instagram que se retiraba por motivos de salud. Comenzaron a circular rumores sobre una posible sanción cautelar relacionada con el dopaje. Estos rumores resultaron ciertos, pues en 2020 se reveló que, en una muestra de orina tomada el 15 de noviembre de 2017, Grobert dio positivo en testosterona (después de que esto saliese a la luz, Helen mantuvo que su retirada se debió a su problema de salud). Fruto de este positivo, el Tribunal de Arbitraje Alemán decidió suspender retroactivamente a la ciclista por cuatro años. El período de tiempo se fijó desde el 24 de marzo de 2018, hasta el 23 de marzo de 2022. Se le retiraron todos los resultados desde el 17 de noviembre de 2017, por lo que perdió su 4ª plaza en la Copa del Mundo de Stellenbosch. Grobert negó su dopaje diciendo que las alegaciones no tenían ninguna base.
A finales del 2021, la Oficina Estatal de Policía Criminal investigó nuevamente el proceso de dopaje que involucra a la ex-corredora. La razón fue la cuestión de si la ley penal militar es aplicable en el caso de Grobert. Helen era soldado deportiva cuando se dice que recibió infusiones en Suiza. Estas están permitidas en Suiza, pero son punibles en Alemania. En junio de 2021, Grobert fue multada con 6750 euros por el Tribunal de Distrito de Waldshut-Tiengen porque se le encontró gel de testosterona en un registro domiciliario. Su abogado defensor apeló el veredicto. En noviembre de ese año, el Tribunal Regional Superior de Karlsruhe dictaminó que no se había probado claramente que Grobert quisiera obtener una ventaja en las competiciones tomando testosterona. Además, no está claro si el gel de testosterona incautado durante un registro domiciliario era realmente atribuible a la atleta y no, como afirma la defensa, pertenecía al padre. El caso sigue abierto.

## Resultados en carrerasUCI[8]
2010
- 2.º en European Championship, Mountainbike, XC, Juniors (F), Haifa (Hefa), Israel
- 3.º en World Championship, Mountainbike, XC, Juniors (F), Mont Sainte-Anne (Quebec), Canada

2012
- 1.º en National Championship, Mountainbike, U23, Germany (F), Germany

2013
- 2.º in Cross-country Olympic, (Cape Town, Mountainbike (F)), Cape Town (Western Cape), South Africa
- 3.º in European Championship, Mountainbike, XC, U23 (F), Switzerland
- 1.º in National Championship, Mountainbike, XC, U23, Germany (F), Germany
- 3.º in Mont Sainte-Anne, Mountainbike, U23 (F), Mont Sainte-Anne (Quebec), Canada

2014
- 1.º in Cairns, Mountainbike, U23 (F), Cairns (Queensland), Australia
- 3.º in European Championship, Mountainbike, XC, U23 (F), Germany
- 3.º in KitzAlpBike, (Kitzbühel, Mountainbike (F)), Kitzbühel (Tirol), Austria
- 1.º in Méribel, Mountainbike, U23 (F), Méribel (Rhone-Alpes), France

2015
- 3.º in KMC HAIBIKE Festival - Int. MTB Bundesliga, (Lohr, Mountainbike (F)), Lohr (Bayern), Germany
- 1.º in Lohr, Mountainbike (F), Lohr (Bayern), Germany
- 1.º in National Championship, Mountainbike, XC, Elite, Germany (F), Germany

2016
- 3.º in Heubacher Mountainbikefestival Bike the Rock, (Heubach, Mountainbike (F)), Heubach (Baden-Wurttemberg), Germany
- 2.º in National Championship, Mountainbike, XC, Elite, Germany (F), Germany

2017
- 2.º in National Championship, Mountainbike, XC, Elite, Germany (F), Germany

## Palmarés internacional
| Campeonato Europeo | Campeonato Europeo      | Campeonato Europeo | Campeonato Europeo         |
| Año                | Lugar                   | Medalla            | Competición                |
| ------------------ | ----------------------- | ------------------ | -------------------------- |
| 2014               | St. Wendel (Alemania)   | Medalla de plata   | Campo a través por relevos |
| 2015               | Chies d'Alpago (Italia) | Medalla de oro     | Campo a través por relevos |